# Щербина, Эдуард Алексеевич
Эдуард Алексеевич Щербина (род. 7 октября 1973, Кант, Киргизская ССР) — шахтёр, подземный горнорабочий очистного забоя подземного рудника №1 публичного акционерного общества «Приаргунское производственное горно-химическое объединение», Забайкальский край.  Герой Труда Российской Федерации (2023).

## Биография
Родился в городе Кант, Киргизская ССР. В последующем проживал в российском Забайкалье. В 1990 году окончил среднюю школу в Краснокаменске. С 1991 года – токарь ремонтно-механического завода, подземный рабочий очистного забоя Приаргунского производственного горно-химического объединения имени Е. П. Славского. С 2004 года – бригадир горнорабочих. 
В 2020 и 2021 годах занимал передовые места среди бригадиров Приаргунского объединения. Позднее руководство объединения поручило ему руководить бригадой молодых горняков. Бригада Эдуарда Щербины первой на предприятии начала промышленное использование узкозахватной погрузо-доставочной машины, в результате чего производительность труда повысилась на 25% и бригада перевыполнила месячный план на 110%. 
Обучил около тридцати молодых рабочих. 
1 мая 2023 года Указом Президента России № 320 «О награждении государственными наградами» удостоен почётного звания Герой Труда за «особые трудовые заслуги перед государством и народом».
В 2024 году являлся доверенным лицом кандидата в президенты России Владимира Путина.
Проживает в Краснокаменске Забайкальского края. 

## Награды и звания
- Знак «Шахтёрская слава» III степени (2003)
- Знак «Шахтёрская слава» II степени (2008)
- Знак «Шахтёрская слава» I степени (2012)
- Заслуженный шахтёр Российской Федерации (2018)
- Герой Труда Российской Федерации (1 мая 2023) - за особые трудовые заслуги перед государством и народом